# Kraftwerk Clyde
Das Kraftwerk Clyde, vom Betreiber Contact Energy Clyde Power Station genannt, ist ein Laufwasserkraftwerk im Central Otago District der Region Otago auf der Südinsel von Neuseeland. Das Kraftwerk wird vom Stausee Lake Dunstan gespeist.

## Geographie
Die Clyde Power Station befindet sich unterhalb des Clyde Dam, knapp 1 km nordwestlich von dem kleinen Ort Clyde und rund 10 km nordwestlich von Alexandra. Das Kraftwerk kann über die Fruitgrowers Road von der Westseite des Clutha River/Mata-Au aus erreicht werden.

## Geschichte
Das Kraftwerk wurde zusammen mit dem Clyde Dam, dessen Bau 1979 begann, errichtet. Nach 15 Jahren Bauzeit, in denen zahlreiche Problem des Damms gelöst und geologische Sicherungsmaßnahmen durchgeführt werden mussten, konnte das Kraftwerk am 28. Mai 1992 erstmals Strom aus Wasserkraft produzieren. In den ersten Tests gingen 73 MW über eine Turbine ans Netz. Da der Stausee zu dem Zeitpunkt noch nicht seinen Wasserstand von 194,5 m über dem Meeresspiegel erreicht hatte, konnte das Kraftwerk noch nicht mit seiner vollen Leistung ans Netz gehen. Ab dem Wasserstand von 185 m war geplant mit 50 MW ans Netz zu gehen und ab dem Erreichen seines Zielwertes mit vier Turbinen und 160 MW Stromerzeugung zu starten. am 22. Oktober 1992 erreichte dann das Kraftwerk mit zunächst 350 MW Leistung seinen Höchstwert, der dann später bei ausreichendem Wasserstand auf die Maximale Leistung von 432 MW gesteigert werden sollte.

## Daten des Kraftwerks
Das Wasserkraftwerk wird über vier Druckleitungen mit einem Durchmesser von je 7,8 m mit Wasser versorgt. Bei einer maximalen Durchflussgeschwindigkeit von rund 1000 m³/s kann das Kraftwerk über seine vier Francis-Turbinen der Firma Hitachi und den damit verbundenen Hitachi Salient Pole Generatoren, die jeder eine Leistung von maximal 108 MW aufweisen, insgesamt maximal 432 MW Strom produzieren. Die Rotationsgeschwindigkeit der Turbinen hingegen beträgt 125 Umdrehungen pro Minute.
Das Kraftwerk erzeugt über seine Generatoren und Transformatoren eine Spannung von 220 kV, mit der der Strom in das nationale Stromnetzwerk des Landes eingespeist wird.
Während der Stromerzeugung darf der Wasserstand des Sees maximal um einen Meter schwanken.